# Daniel Cil Brecher
Daniel Cil Brecher (* 1951 in Tel Aviv) ist ein israelischer Historiker und Publizist.

## Leben
Daniel Cil Brecher wurde in Tel Aviv als Sohn österreichisch-jüdischer Holocaust-Überlebender geboren. Als er zwei Jahre alt war, zog die Familie nach Düsseldorf. Er studierte Geschichte und Philosophie und kehrte 1976 nach Israel zurück, arbeitete an der Universität Haifa und in der Gedenkstätte Yad Vashem. 1983 wurde er Direktor des Leo Baeck Instituts in Jerusalem. 1986 ging er, „von Israel enttäuscht“, nach Europa zurück und entschied sich bewusst für ein Leben in der Diaspora. Er lebt heute in den Niederlanden.

## Publikationen
- (Mitarbeit) Joseph Walk (Hrsg.): Das Sonderrecht für die Juden im NS-Staat: Eine Sammlung der gesetzlichen Massnahmen und Richtlinien – Inhalt und Bedeutung. C.F. Müller, Heidelberg 1981, ISBN 3-8114-1081-4.
- Fremd in Zion. Aufzeichnungen eines Unzuverlässigen. Deutsche Verlags-Anstalt, München 2005, ISBN 3-421-05868-7.
- Der David: Der Westen und sein Traum von Israel. PapyRossa, Köln 2011, ISBN 978-3-89438-468-5.

## Feature
- 2010: Sprachstunde Null (Wie die Bundesrepublik über Juden und Israel sprechen lernte) – Regie: Thomas Wolfertz (Feature – DLF/WDR)
- 2014: Schwarz und Weiß in Farbe (Feature – DLF)
- 2015: Die ungewollte Nation – auch Regie (Feature – DLF)